# Taschenwerk
Ein Taschenwerk ist eine Maschine zum Prägen von Münzen.
Im späten Mittelalter benutzte man mehr und mehr Maschinen zum Prägen von Münzen. Mitte des 16. Jahrhunderts wurde ein neues Verfahren entwickelt, die Walzenprägung. 
Eine Weiterentwicklung hiervon stellt das Taschenwerk dar. Im ihm waren nur je ein Ober- und ein Unterstempel eingebaut, deren Oberfläche walzenförmig durch Hin- und Herbewegung den dazwischen geschobenen Zain oder Schrötling prägten. Die Verbesserung lag vor allem darin, dass bei Beschädigung eines einzelnen Stempels nicht die ganze Walze mit mehreren Stempeln verlorenging. Außerdem wurde ein genaueres Aufeinandertreffen der Stempel ermöglicht, es war bedeutend kleiner als ein Walzenprägewerk und konnte mit der Kraft eines Mannes bedient werden. Ein Nachteil war, dass die Münzen selten ganz rund oder flach ausfielen.